# Чон Дабин
Чон Дабин (кор. 정다빈; имя при рождении Чон Хесон кор. 정혜선; 4 марта 1980 года, Сеул, Республика Корея — 10 февраля 2007 года, там же) — южнокорейская актриса. Наиболее известна по главной роли в телесериале «Кот на крыше» (2003).

## Карьера
Чон Хесун родилась 4 марта 1980 года, в Сеуле, Республика Корея, она изучала театр и кино в Университете Дунгука. Используя сценическое имя Чон Дабин, она дебютировала в 2000 году в «The Legend of Gingko».
В 2003 году Дабин и её коллега Ким Рэвон, прославились после роли в телесериале «Кот на крыше». Изображая мальчика и девочку платонически живущими вместе, а затем влюбляясь (с сожительством в то время запретной темой в южнокорейском мейнстриме), сериал стал хитом, особенно популярным среди подростков и людей до тридцати лет.
Чон стала известна своим весёлым и позитивным имиджем, а в 2004 году она снялась в своём первом фильме, романтической комедии «He Was Cool», основанной на интернет-романе Гуйеони.

## Смерть
10 февраля 2007 года Чон Дабин была найдена повешенной на банном полотенце, в ванной комнате дома своего парня в Самсон-Донге, район Каннам, Южный Сеул. Её бойфренд сказал, что отвез Дабин к себе домой, потому что она напилась во время тусовки с друзьями в баре. Он обнаружил тело в 7:50 утра и позвонил в полицию. Он сказал что актриса была недавно подавлена из-за отсутствия работы, тюремного заключения её предыдущего менеджера и злонамеренных нападок в интернете о её внешность. Парень Дабин также сказал, что она уже пыталась убить себя, порезав запястье в сентябре / октябре 2006 года, но её агентство талантов оспаривало это заявление. Её семья и агентство попросили расследование, и вскрытие пришло к заключению, что это было самоубийство.
Хотя никакой предсмертной записки не осталось, Дабин опубликовала свои мысли в личном блоге на Cyworld за день до того, как она покончила с собой. Под названием «Конец» она написала:

Все так сложно. Я злюсь без причины и чувствую, что схожу с ума. Мне так больно, что кажется, будто у меня морская болезнь. Голова болит так сильно, что я начинаю злиться. Я становлюсь рабыней своего характера. Я думала, что теряю себя, теряю свою личность. Затем, как будто ударила молния, всё стихло. Господь пришёл ко мне с любовью. Он помог мне осознать мою важность и придал смелости. Я чуть не упала, и он поднял меня, говоря, что всё будет хорошо. ДА, Я БУДУ В ПОРЯДКЕ.
Тело актрисы кремировали, а её останки поместили в парке в Илсане, провинция Кенги. Смерть Чон Дабин, которая произошла вскоре после самоубийства певицы U;Nee в январе 2007 года, вызвала беспокойство по поводу подражательных самоубийств.

## Фильмография

### Телевидение
- Money.com (SBS, 2000)
- The Full Sun (KBS2, 2000)
- New Nonstop[англ.] (MBC, 2001)
- TV Novel Hongeo (KBS1, 2001)
- How Should I Be? (MBC, 2001)
- Trio[англ.] (2002)
- Nonstop 3[англ.] (MBC, 2003)
- Кот на крыше[англ.] (MBC, 2003)
- My 19 Year Old Sister-in-Law[англ.] (SBS, 2004)
- That Summer’s Typhoon (SBS, 2005)

### Кино
- The Legend of Gingko[англ.] (2000)
- He Was Cool[англ.] (2004)

### Музыкальные видео
- Baek Ji-young[англ.] — «I Won’t Love» (2006)